# غار (نیشابور)
غار (نیشابور)، روستایی از توابع بخش مرکزی شهرستان نیشابور در استان خراسان رضوی ایران است. به این روستا میتوان از طریق جاده باغرود نیشابور دسترسی پیدا کرد. از جاذبه های گردشگری این روستا می توان به دره هفت غار، و همچنین قرار گیری در نزدیکی اردوگاه باغرود اشاره نمود.

## جمعیت
این روستا در دهستان فضل قرار دارد و بر اساس سرشماری مرکز آمار ایران در سال ۱۳۸۵، جمعیت آن ۳۸۷ نفر (۹۶خانوار) بوده‌است که در سال ۱۳۹۵ به ۲۱۲ نفر کاهش یافت.